# Marcin Freyman
Marcin Stanisław Freyman (ur. 19 stycznia?/31 stycznia 1898 w Bachmaczu, zm. wiosną 1940 w Charkowie) – major dyplomowany kawalerii Wojska Polskiego, ofiara zbrodni katyńskiej.

## Życiorys
Urodził się 31 stycznia 1898 w rodzinie Aleksandra (1862–1907) i Olgi z Kwaśnickich (1874–1963). Ukończył (zdając maturę) Szkołę Handlową w Żytomierzu.
Od 1917 służył w II Korpusie Wschodnim. Należał także do Polskiej Organizacji Wojskowej.
W 1918 zgłosił się na ochotnika do Wojska Polskiego, został przydzielony do 2 pułku ułanów, w którego szeregach walczył w wojnie polsko-bolszewickiej. Za bohaterstwo w czasie szarży dowodzonego przez Marcina Freymana plutonu kawalerii na bolszewickie stanowiska karabinów maszynowych pod wsią Kaniewo, które zdobył wraz z jeńcami, przyczyniając się do utrzymania wyrwy w linii nieprzyjaciół, został odznaczony Krzyżem Srebrnym Orderu Virtuti Militari.
Po zakończeniu działań wojennych pozostał w wojsku został zweryfikowany do stopnia porucznika ze starszeństwem z dniem 1 sierpnia 1920 i kontynuował służbę w 2 pułku ułanów w Suwałkach. W grudniu 1927 roku został powołany z Oddziału II Sztabu Generalnego do złożenia egzaminu przedwstępnego do Wyższej Szkoły Wojennej. W 1928 roku znajdował się w dyspozycji komendanta kadry oficerów kawalerii. Z dniem 1 listopada 1928 roku został przeniesiony do 2 pułku ułanów. W grudniu 1929 roku, po ukończeniu kursu próbnego i odbyciu „przepisanego stażu liniowego” został powołany na dwuletni kurs 1929/31 do Wyższej Szkoły Wojennej w Warszawie. Z dniem 1 września 1931, po ukończeniu kursu i otrzymaniu dyplomu naukowego oficera dyplomowanego, został przydzielony do 2 Dywizji Kawalerii w Warszawie na stanowisko I oficera sztabu. W czerwcu 1934 roku został przeniesiony do 1 pułku szwoleżerów w Warszawie. Od 1935 służył w Departamencie Kawalerii Ministerstwa Spraw Wojskowych w Warszawie. Na stopień majora został mianowany ze starszeństwem z dniem 1 stycznia 1936 i 26. lokatą w korpusie oficerów kawalerii. W 1937 został mianowany szefem sztabu Mazowieckiej Brygady Kawalerii w Warszawie. Na tym stanowisku walczył w kampanii wrześniowej.
11 września pod Czernikiem Brygada prowadziła walkę z niemiecką 11 Dywizją Piechoty gen. por. Maxa Bocka, nacierającą na Mińsk Mazowiecki. W czasie walk major Marcin Freyman został ranny. Na stanowisku szefa sztabu zastąpił go kpt. dypl. Paweł Gill.

Po agresji ZSRR na Polskę wzięty do niewoli sowieckiej i przewieziony do obozu w Starobielsku. Wiosną 1940 został zastrzelony przez funkcjonariuszy NKWD i pogrzebany potajemnie w masowej mogile w Piatichatkach, gdzie od 17 czerwca 2000 mieści się oficjalnie Cmentarz Ofiar Totalitaryzmu w Charkowie. Jego grób symboliczny znajduje się na Cmentarzu Komunalnym Agrykola w Elblągu (sektor XIII-13-7).
5 października 2007 minister obrony narodowej Aleksander Szczygło – decyzją nr 439/MON – mianował go pośmiertnie na stopień podpułkownika. Awans został ogłoszony 9 listopada 2007 w Warszawie, w trakcie uroczystości „Katyń Pamiętamy – Uczcijmy Pamięć Bohaterów”.

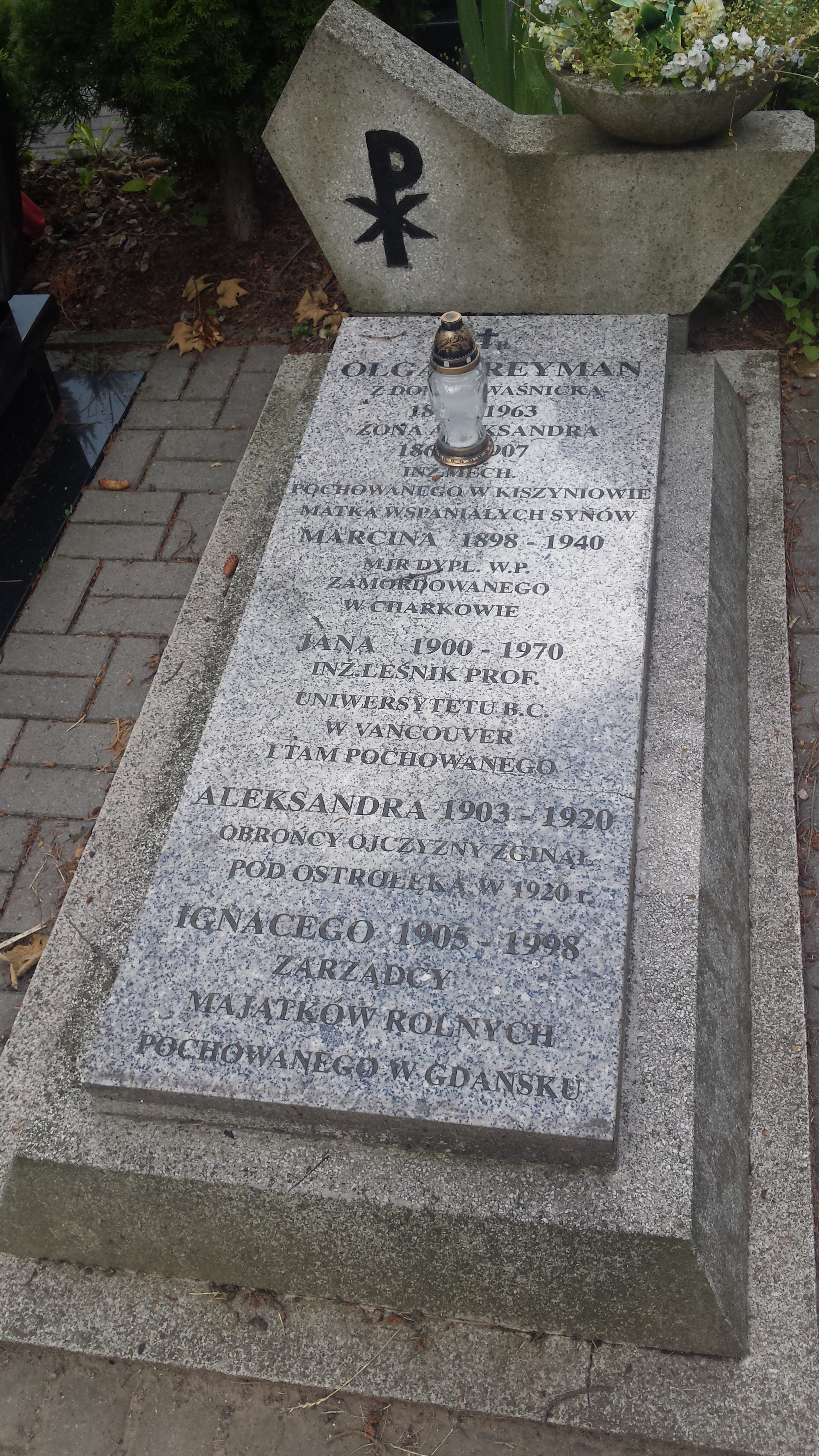
Grób symboliczny w Elblągu

## Ordery i odznaczenia
- Krzyż Srebrny Orderu Wojskowego Virtuti Militari nr 4706 (1921)[21]
- Krzyż Niepodległości (20 lipca 1932)[22]
- Krzyż Walecznych (dwukrotnie)[23]
- Złoty Krzyż Zasługi (10 listopada 1938)[24][23]
- Srebrny Krzyż Zasługi (10 listopada 1928)[25][23]
- Medal Pamiątkowy za Wojnę 1918–1921[1]
- Medal Dziesięciolecia Odzyskanej Niepodległości[1]
- Order Gwiazdy Czarnej (Francja)[26]